# Uracanthus miniatus
Uracanthus miniatus là một loài bọ cánh cứng trong họ Cerambycidae.